# Rey del mar
Un rey del mar (nórdico antiguo: sækonungr) era el calificativo que recibía un caudillo vikingo que se dedicaba habitualmente a expediciones e incursiones con el fin de obtener grandes botines y tributos danegeld a cambio de no devastar los territorios donde desembarcaba. Su medio de transporte era por mar, usando los drakkar, las famosas naves que dieron fama a su condición mercenaria y pirata, que podían albergar una media de treinta hombres y en ocasiones actuaron en conjunto varias de ellas organizándose en enormes flotas que causaron el pánico en Europa durante siglos.
No existe un perfil concreto de un rey del mar ya que las expediciones eran práctica habitual y periódica en la era vikinga. Podían ser monarcas de los reinos vikingos de Suecia (como Yngvi y Jorund), Dinamarca o de cualquiera de los reinos vikingos de Noruega, también príncipes e hijos de caudillos, como Refil, pero también había el típico perfil de hombres sin techo como Hjörvard de la dinastía Ylfing. 
Las sagas nórdicas hablan de hombres sin techo conocido que llegaron a ser poderosos, devastando los territorios que subyugaban y convirtiéndose en reyes de facto. De hecho, las fuentes nórdicas hablan de aquellos vikingos que tenían muchos hombres a su cargo, que ostentaban el título de rey, aunque no tuvieran un reino en tierra firme donde pudiesen gobernar. Dos ejemplos son Solvi que mató al rey Östen, y Haki que hizo lo mismo con Hugleik. Ambos casos son, no obstante, historias sin un final feliz ya que la forma de obtener el poder no presagiaba ni favorecía el favor popular.

## Listado de reyes del mar[3]
| - Ale el Fuerte - Asmund - Atal - Ati - Atli - Audmund - Beimi - Beimuni - Beiti - Budli - Byrvil - Ekkil - Endill - Frodi - Eynef | - Gaupi - Gæir - Gauti - Gautrek - Geitir - Gestil - Gjúki - Glammi - Gor - Gudmund - Gylfi - Hagbard - Haki - Half - Harek | - Heiti - Hemlir - Hiorolf - Hjalmar - Hnefi - Högne - Homar - Horvi - Hraudnir - Hraudung - Hun - Hunding - Hviting - Hæmir - Iorek | - Kilmund - Leifi - Longhorn - Lyngvi - Mævi - Mævil - Meiti - Moir - Mysing - Nori - Næfil - Refil - Randver - Rakni - Reifnir | - Rer - Rodi - Rokkvi - Skefil - Skekkil - Solsi - Solvi - Sorvi - Sveidi - Teiti - Thvinnil - Vandil - Vinnil - Virfil - Yngvi |